# Сербеллони, Джованни Баттиста
Граф Джованни Баттиста Сербеллони (итал. Giovanni Battista Serbelloni; Иоганн Баптист Сербеллони; нем. Johann Baptist Serbelloni; 1696 — 1778, Милан) — австрийский (имперский) фельдмаршал (1758).

## Биография
Родился в 1697 году. Итальянец по национальности, выходец из старинной аристократической семьи. Уроженец Милана. В подростковом возрасте поступил офицером в австрийскую кавалерию. В ходе Войны за польское наследство (1733—35) сражался в рядах австрийской армии в Италии, в частности, принимал участие в сражениях при Парме и при Гвасталле.
В ходе Войны за австрийское наследство (1740—1748) вновь сражался в Италии. В 1745 году стал командиром австрийского 5-го кирасирского полка. Отличился в битве при Пьяченце (1746), где одержал верх над кавалеристами противника. За отличие, в конце того же года был повышен до фельдмаршал-лейтенанта (генерал-лейтенанта).
С 1753 года занимал должность австрийского главнокомандующего в Венгрии. В 1754 году был произведён в генералы от кавалерии (со старшинством от 1748 года).
Когда началась Семилетняя война, Сербеллони возглавил кавалерию, приданную войскам принца Карла Александра Лотарингского, который перед этим потерпел крупное поражение в битве под Прагой. Прибыв к армии, Сербеллони внёс значительный вклад в австрийскую победу в битве при Колине, в ходе которой был ранен. Затем австрийцам удалось взять город Бреслау. Однако, уже вскоре австрийцы под командованием Карла Лотарингского потерпели сокрушительно поражение от втрое меньшей прусской армии под личным командованием короля Фридриха Великого в битве при Лейтене, где войска Сербеллони были разбиты в числе других.
Тем не менее, в 1785 году Сербеллони был произведён в фельдмаршалы и назначен командующим самостоятельным корпусом, состоявшим не только из кавалерии, но и из пехоты. В течение 1758 года войска Сербеллони разорили Тюрингию и Гессен, однако за этим последовали новые поражения австрийских войск. Сербеллони, неожиданно для всех показал себя нерешительным и пассивным самостоятельным командиром и ничем себя не проявил.
Тем не менее, после окончания войны он был назначен австрийским главнокомандующим в Ломбардии. Резиденция фельдмаршала располагалась в родном для него городе Милане.
Сербеллони был мальтийским рыцарем, что означало, что он был холост и бездетен. После битвы при Колине, орденский капитул запретил ему принять орден Марии Терезии, на основании консервативного правила, согласно которому мальтийский рыцарь мог состоять только в одном ордене (это правило явно смешивало светские и духовные ордена). Тем не менее, в 1765 году Сербеллони принял орден Золотого руна, которым его наградил австрийский император.
Сербеллони в австрийской армии считался человеком «итальянского темперамента», великолепным рассказчиком анекдотов (в тогдашнем понимании). В дальнейшем, в австрийской армии ещё долгое время были популярны истории, рассказанные первоначально Сербеллони (а равно и истории о нём).
Фельдмаршал Сербеллони скончался в 1778 году в Милане.